# 関東学生陸上競技連盟
一般社団法人関東学生陸上競技連盟（かんとうがくせいりくじょうきょうぎれんめい、略称「関東学連」または「KGRR」）は、東京都・神奈川県・千葉県・埼玉県・茨城県・栃木県・群馬県・山梨県に本部を置く大学・大学院・短期大学及び高等専門学校（第4・5学年）が公認している陸上競技関連の競技部で構成されているスポーツ団体。箱根駅伝や関東学生陸上競技対校選手権大会を主催していることで知られている。2024年4月1日より一般社団法人化。

## 概要
関東地区の8つの大学により、前身となる「全国学生陸上競技聯合」として1919年（大正8年）1月に組織創立。創立当時は既に大日本體育協會（現・日本スポーツ協会）は存在したものの、日本陸上競技連盟や日本学生陸上競技連合といった他の陸上競技団体が組織されておらず、関東学連は陸上競技界として最古の連盟組織にあたる。同1919年4月19日、20日に東京駒場運動場において「第一回全国大学専門学校連合競技会」を開催。1928年「関東学生陸上競技聯盟」へと改名。
2024年1月31日時点における加盟校は全部で159校。
創立以降長らく任意団体として運営されていたが、2024年4月1日、一般社団法人化され「一般社団法人関東学生陸上競技連盟」となる。

## 主催大会
- 関東学生陸上競技対校選手権大会（5月中旬開催）
- 東京箱根間往復大学駅伝競走（本大会1月2日・3日、予選会10月中下旬）
- 関東大学女子駅伝対校選手権大会（9月最終日曜日）
- 関東学生新人陸上競技選手権大会（9月中旬）
- トワイライトゲームス
- 横浜インドアオープン競技会→平成18年度から中止
- 10000m記録挑戦競技会
- 春季・秋季オープン競技会
- 各種競技会
- 競技力向上に関する諸事業
- 審判講習会
- 写真判定装置講習会

## 注記・出典
1. 1 2 3  「2024・2025年度一般社団法人関東学生陸上競技連盟役員 (PDF)」『関東学生陸上競技連盟』。
2. 1 2 3  「会長挨拶」『関東学生陸上競技連盟』2024年4月1日。
3. 1 2  「関東学連とは」『関東学生陸上競技連盟』。
4. 1 2 3  「沿革」『中国四国学生陸上競技連盟』。
5. ↑  金暉『全国高等学校総合体育大会の成立過程に関する研究-1948年から1965年までを対象時期として-』早稲田大学〈博士（スポーツ科学) 甲第5832号〉、2019年。 NAID 500001364355。
6. ↑  帝国教育会 編『教育年鑑 昭和2年版』宝文館。
7. ↑  「関係団体／加盟校 一覧」『関東学生陸上競技連盟』2024年1月31日。2024年4月6日時点のオリジナルよりアーカイブ。